# Tīraine (przystanek kolejowy)
Tīraine – przystanek kolejowy w Rydze, w dzielnicy Tīraine, na Łotwie. Znajduje się na 9 km linii Ryga – Jełgawa. Na przystanku zatrzymują się pociągi elektryczne relacji Ryga - Jełgawa.

## Historia
Przystanek został otwarty w 1928 pod nazwą Tīriņi. Jego obecna nazwa pochodzi z 1936, ale po wojnie został zamknięty. Otwarto go ponownie w 1983.

## Linie kolejowe
- Ryga – Jełgawa